# Проворный (фрегат, 1816)
«Прово́рный» — 36-пушечный парусный фрегат русского флота. Был заложен 8 (20) ноября 1815 года на Соломбальской верфи, спущен на воду 26 мая (7 июня) 1816 года, вошёл в состав Балтийского флота

## История службы
В 1816 году фрегат в составе отряда М. И. Ратманова перешёл из Архангельска в Кронштадт, а в 1818-м — в Кадис, где был продан испанскому правительству. Экипаж вместе с экипажем также проданного фрегата «Поспешный» вернулся в Россию на линейном корабле «Юпитер».

## Командиры
- 1816 — Н. Я. Фролов
- 1818 — Ф. Е. Станицкий